# Ganglio vestibular
El ganglio vestibular, también llamado ganglio de Scarpa,  es el ganglio del nervio vestibular. Está formado por los cuerpos celulares de las neuronas bipolares que forman este nervio. Se encuentra situado en el conducto auditivo interno. Debe su nombre al anatomista italiano Antonio Scarpa.

## Función
El ganglio vestibular está formado por los cuerpos celulares de neuronas bipolares que transportan información sensitiva procedente del utrículo, sáculo y canales semicirculares.

## Localización

1 Nervio vestibular, 2 Nervio coclear, 3 Nervus intermediofacialis, 4 Ganglio geniculado, 5 Cuerda del tímpano, 6 Coclea, 7 Conductos semicirculares, 8 Martillo (hueso), 9 Membrana del tímpano. 10 Trompa de Eustaquio.

El ganglio vestibular se encuentra en el conducto auditivo interno, también llamado meatus acusticus internus. El conducto auditivo interno es un conducto óseo de 1 cm de longitud y 5 mm de diámetro que está situado en la base del cráneo, en el peñasco del hueso temporal. Este conducto termina en el interior de la cavidad craneal en el orificio auditivo interno, también llamado porus acusticus internus.